# Ferdinand (Idaho)
Ferdinand és una ciutat dels Estats Units a l'estat d'Idaho. Segons el cens del 2000 tenia 145 habitants.

## Demografia
Segons el cens del 2000, Ferdinand tenia 145 habitants, 60 habitatges, i 40 famílies. La densitat de població era de 399,9 habitants/km².
Dels 60 habitatges en un 36,7% hi vivien nens de menys de 18 anys, en un 55% hi vivien parelles casades, en un 6,7% dones solteres, i en un 31,7% no eren unitats familiars. En el 31,7% dels habitatges hi vivien persones soles el 18,3% de les quals corresponia a persones de 65 anys o més que vivien soles. El nombre mitjà de persones vivint en cada habitatge era de 2,42 i el nombre mitjà de persones que vivien en cada família era de 3.
Per edats la població es repartia de la següent manera: un 30,3% tenia menys de 18 anys, un 6,9% entre 18 i 24, un 25,5% entre 25 i 44, un 21,4% de 45 a 60 i un 15,9% 65 anys o més.
L'edat mediana era de 35 anys. Per cada 100 dones de 18 o més anys hi havia 102 homes.
La renda mediana per habitatge era de 26.250 $ i la renda mediana per família de 35.625 $. Els homes tenien una renda mediana de 25.750 $ mentre que les dones 22.917 $. La renda per capita de la població era de 13.513 $. Aproximadament el 2,9% de les famílies i el 9,9% de la població estaven per davall del llindar de pobresa.

## Poblacions més properes
El següent diagrama mostra les poblacions més properes.